# 韦尔沃
韦尔沃（發音：[ˈvɛlvɐ]）是德国北莱茵-威斯特法伦州阿恩斯贝格行政区索斯特县的市镇，面积85.62平方千米，2023年12月31日人口为11,976人。